# Gael García Bernal
Gael García Bernal, mehiški igralec in režiser, * 30. november, 1978.

## Biografija

### Zgodnja leta
García Bernal je bil rojen v Guadalajari, Jalisco, materi Patriciji Bernal, igralki in nekdanjemu fotomodelu, in očetu Joséju Angelu Garcíi, igralcu in fimskemu režiserju. Njegov očim je Sergio Yazbek, s katerim se je njegova mama poročila, ko je bil García Bernal še majhen.
Igrati je začel že pri enem letu starosti. V najstniških letih je igral v telenovelah, med katerimi je bila najbolj znana Dedek in jaz (El abuelo y yo).

### Kariera
García Bernal je pri devetnajstih letih zapustil Mehiko in odšel na študij igralstva na Central School of Speech and Drama v Londonu in postal prvi Mehičan, ki je študiral na tej šoli. García Bernal je igral v mehiških najbolj uspešnih sodobnih filmih, kot so Pasja ljubezen (2000), Jaz pa tebi mamo (2001) in Grehi očeta Amara (2002). Igral je tudi v gledališču, med drugim leta 2005 v igri Krvna poroka (Bodas de Sangre), po predlogi Federica Garcíe Lorce v Almeida Theatre v Londonu.
Njegova vloga v filmu Pasja ljubezen režiserja Alejandra Gonzáleza Iñárrituja, ki je bil med drugim nominiran za Oskarja za najboljši tujejezični film, mu je prinesla tudi prepoznavnost v Hollywoodu, kar je pomenilo začetek njegove mednarodne kariere.
García Bernal je dvakrat upodobil znanega kubanskega revolucionarja argentinskega rodu Cheja Guevaro, prvič leta 2002 v televizijski miniseriji Fidel in nato še leta 2004 v filmu Motociklistov dnevnik, posnetem po dnevniku, ki ga je 23-letni Guevara pisal na svojih potovanjih po južni Ameriki. García Bernal je snemal z znanimi režiserji, kot so Pedro Almodóvar, Walter Salles, Alfonso Cuarón, Alejandro González Iñárritu in Michel Gondry. V zadnjem času je posnel nekaj filmov v angleškem jeziku, med drugim The Science of Sleep režiserja Gondryja, Babilon režiserja Alejandra Gonzáleza Iñárrituja in The King, za katere je dobil zelo dobre kritike.
Nominiran je bil za nagrado BAFTA leta 2005 za glavno moško vlogo v filmu Motociklistov dnevnik in leta 2006 za nagrado Orange Rising Star, ki je priznanje mladim talentom v igralstvu.
García Bernal je leta 2007 režiral svoj filmski prvenec Déficit.
Leta 2007 je García Bernal sodeloval pri albumu Smokey Rolls Down Thunder Canyon glasbenika Devendre Banharta kot spremljajoči vokal pri pesmi »Cristobal«.

### Zasebno življenje
V letih 2003 in 2004 je bil v zvezi z igralko Natalie Portman. Njegov dober prijatelj je še en mehiški igralec Diego Luna, s katerim sta tudi skupaj igrala v nekaterih filmih.
Tekoče govori špansko and angleško, pasivno pa tudi portugalsko, francosko in italijansko. García Bernal je študiral na Edron Academy v Mexico Cityju. Igra nogomet v nogometni ligi Adecmac v Mexico Cityju.

## Filmografija
- Teresa (telenovela) (1989)
- El abuelo y yo (telenovela) (1992)
- De tripas, corazón (1996)
- Pasja ljubezen (Amores perros) (2000)
- Cerebro (2000)
- Jaz pa tebi mamo (Y tu mamá también) (2001)
- El ojo en la nuca (2001)
- Vidas privadas (2001)
- Sin noticias de dios (2001)
- Fidel (TV serija) (2002)
- Grehi očeta Amara (El crimen del Padre Amaro) (2002)
- I'm with Lucy (2002)
- Dot the I (2003)
- Dreaming of Julia (2003)
- Motociklistov dnevnik (Diarios de motocicleta)  (2004)
- Slaba vzgoja (La mala educación) (2004)
- The King (2005)
- La science des rêves (2006)
- Babilon (Babel) (2006)
- El pasado (2007)
- Blindness (2008)